# Terre prisonnière
Pour plus de détails, voir Fiche technique et Distribution.
Terre prisonnière (Земля в плену, Zemlia v plenou) est un film soviétique muet dramatique réalisé par Fedor Ozep, sorti en 1928 et qui traite de la vie en Russie pré-révolutionnaire.

## Fiche technique
Titre alternatif : Une femme qui tombe

## Distribution
- Anna Sten : Maria, la jeune femme du paysan
- Nikolaï Batalov : le voisin de Maria
- Konstantin Gradopolov
- Ivan Koval-Samborski : Jacob
- Sophia Levitin
- Vera Maretskaïa : la prostituée
- Michael Narokov : Belsky, un propriétaire foncier
- Porphyre Podobed
- Peter Baksheev : portier
- Anel Sudakevich : Anya, la fille d'un propriétaire foncier
- Vladimir Fogel : le gendre du propriétaire foncier
- Sophia Yakovleva : Katerinka
- Ivan Chuvelev